# Albinia (stacja kolejowa)
Albinia (wł. Stazione di Albinia) – stacja kolejowa w Albinia (część gminy Orbetello), w prowincji Grosseto, w regionie Toskania, we Włoszech. Znajduje się na linii Piza – Rzym. Położona jest około 9 km od centrum gminy Capalbio.
Według klasyfikacji RFI ma kategorię brązową.

## Połączenia
Stacja jest obsługiwana przez pociągi regionalne w kierunku Grosseto, Roma Termini i Pizy.

## Linie kolejowe
- Piza – Rzym